# ملكة جمال الكون 1972
ملكة جمال الكون 1972 هي مسابقة ملكة جمال الكون الواحد والعشرين في تاريخ مسابقة ملكة جمال الكون منذ انطلاقتها عام 1952، عقدت المسابقة في 29 يوليو 1972 في فندق سيرومار بيتش في دورادو، بورتوريكو، في نهاية الحدث توجت كيري آن ويلز في أستراليا على لقب ملكة جمال الكون 1972. من قبل ملكة جمال الكون عام 1970 ، ماريسول مالاريت من بورتوريكو وتوني رايوارد ملكة جمال الكون 1971 .
لم يُسمح لملكة جمال الكون السابقة جورجينا رزق من لبنان، بتولية خليفتها بسبب القيود الحكومية وبسبب المخاوف من وقوع هجوم إرهابي، أيضا لم تنافس لبنان في المسابقة الحالي، ولم تستطع جورجينا الحضور لتتويج ملكة جمال الكون عام 1972.

## النتائج

### المراكز النهائية
| النتائج النهائية     | المتنافسة |
| -------------------- | --- |
| ملكة جمال الكون 1972 | - أستراليا - كيري آن ولز |
| الوصيفة الأولى       | - البرازيل - ريجان كوستا † |
| الوصيفة الثانية      | - فنزويلا - ماريا أنتونيتا كامبولي |
| الوصيفة الثالثة      | - إسرائيل - إيلانا جورين |
| الوصيفة الرابعة      | - إنجلترا - جنيفر مكادام |
| أفضل 12              | - بلجيكا - آن ماري روجر - ألمانيا - هايديماري ويبر - الهند - روبا ساتيان - اليابان - هارومي مايدا - بيرو - كارمن اميليا امبيرو - الفلبين - أرمي باربرا كريسبو - الولايات المتحدة - تانيا ويلسون |

## المتسابقات
- الأرجنتين - أورما ايلينا دوديك
- أروبا - إيفون ديركس
- أستراليا - كيري آن ويلز
- النمسا - أوشي باشر
- البهاما - ديبورا جين تايلور
- بلجيكا - آن ماري روجر
- برمودا - هيلين براون
- بوليفيا - ماريا أليسيا فارغاس فاسكيز
- البرازيل - ريجان فييرا كوستا †
- كندا - بوني برادي
- تشيلي - كونسويلو فرنانديز دي أوليفاريس †
- كولومبيا - ماريا لويزا ليغنارولو مارتينيز - أباريسيو
- كوستاريكا - فيكي روس غونزاليس
- كوراساو - إنغريد برايد
- الدنمارك - ماريان شميت
- جمهورية الدومينيكان - إيفون بتلر
- الإكوادور - سوزانا كاسترو خاراميلو
- السلفادور - روث يوجينيا روميرو راميريز
- إنجلترا - جينيفر ماري ماك آدم
- فنلندا - ماج لين إريكسون †
- فرنسا - كلودين كاسيرو †
- ألمانيا - هايديماري ريناتي ويبر
- اليونان - نانسي كابيتاناكي
- غوام - باتريشيا ألفاريز
- هولندا - جيني تين وولد
- هندوراس - دوريس أليسيا روكا باغان
- هونغ كونغ - ريتا ليونغ سوت لينغ
- أيسلندا - ماريا كريستين يوهانسدوتير
- الهند - روبا ساتيان †
- العراق - وجدان برهان الدين سليمان
- أيرلندا - ماري ماكجلينتشي
- إسرائيل - إيلانا غورين
- إيطاليا - إيزابيلا سبيسيا
- جامايكا - جريس مارلين رايت
- اليابان - هارومي مايدا
- كوريا - يون جو بارك
- لوكسمبورغ - أنيتا هيك
- ماليزيا - هيلين لوي
- مالطا - دوريس عبد الله
- المكسيك - ماريا ديل كارمن أوروزكو كويبريرا
- نيوزيلندا - كريستين دايل ألين
- النرويج - ليف هانش أولسن
- باراغواي - ماريا ستيلا فولبي مارتينيز
- بيرو - كارمن أميليا أمبويرو موسكيتي
- الفلبين - أرمي باربرا كويراي كريسبو
- البرتغال - ايريس ماريا روزاريو دوس سانتوس
- بورتوريكو - باربرا توريس
- اسكتلندا - إليزابيث جوان ستيفلي
- سنغافورة - جاكلين هونغ
- إسبانيا - ماريا ديل كارمن مونيوز كاستانيون
- سورينام - كارمن سيرنا مونتسلاغ
- السويد - بريت ماري جوهانسون
- سويسرا - أنيليس ويبر
- تايلاند - نيبابات سودسيري
- تركيا - نسليهان سوناي
- أوروغواي - كريستينا مولر
- الولايات المتحدة - تانيا ويلسون
- فنزويلا - ماري أنطوانيت كامبولي
- جزر العذراء الأمريكية - كارول كريجر
- ويلز - إيلين داروتش
- زائير - أمباي موكوتا

## الروابط الخارجية
- موقع ملكة جمال الكون الرسمي